# Nabu-szarru-usur (skryba pałacowy)
Nabu-szarru-usur (akad.  Nabû-šarru-uṣur, tłum. „O Nabu, strzeż króla!”) – wysoki dostojnik asyryjski, noszący tytuł „skryby pałacowego” (lúA.BA.KUR), wymieniany jako limmu (eponim) w ok. 20 dokumentach prawnych pochodzących z Niniwy, Aszur i Kalhu, pochodzących z okresu po 648 r. p.n.e.  Nie wiadomo dokładnie w którym roku sprawować miał on swój eponimat: w liście eponimów M. Falknera przypisany został do 626 r. p.n.e.